# Referendum costituzionale in Bulgaria del 1971
Il referendum costituzionale in Bulgaria del 1971 si svolse il 16 maggio 1971 per approvare la nuova costituzione (nota come la Costituzione Živkov).
La nuova costituzione definiva la Bulgaria come uno "stato socialista del popolo lavoratore delle città e dei villaggi", guidato dal Partito Comunista Bulgaro in cooperazione con l'Unione Nazionale Agraria Bulgara. Il risultato fu, secondo quanto riferito, del 99,7% a favore, con un'affluenza alle urne del 99,7%.

## Contesto
Il Partito Comunista Bulgaro, sotto la guida del segretario generale Todor Živkov, usò lo scoppio della Primavera di Praga del 1968 come pretesto per rafforzare il controllo su tutte le organizzazioni sociali e per ribadire pesantemente il "centralismo democratico" all'interno del partito. Živkov e i suoi colleghi erano determinati a rassicurare i sovietici che non ci sarebbe stata una versione bulgara della Primavera di Praga. Un importante risultato degli eventi del 1968 fu la decisione di sostituire la Costituzione Dimitrov del 1947.

## Risultati
| Preferenza                    | Voti      | %    |
| ----------------------------- | --------- | ---- |
| Sì                            | 6 135 218 | 99,7 |
| No                            | 15 477    | 0,3  |
| Schede bianche/nulle          | 5 533     | –    |
| Totale                        | 6 156 228 | 100  |
| Elettori registrati/affluenza | 6 174 635 | 99,7 |
| Fonte: Nohlen & Stöver        |           |      |

## Conseguenze
La nuova Costituzione entrò in vigore il 18 maggio 1971, rimanendo vigente fino al 12 luglio 1991.